# هیئون سئو لی
هیئون سئو لی (زادهٔ ۱ ژانویهٔ ۱۹۸۰ در هیسان) یک نویسنده و فعال حقوق بشر اهل کره شمالی است. آوازهٔ او بیشتر به خاطر نگارش ماجرای گریزش از کره شمالی، حضور غیرقانونی اش در چین و سرانجام 
پناهنده شدنش به کره جنوبی در کتابی به نام دختری با هفت اسم است. او پس از کسب شهروندی کره جنوبی، نزد خانواده‌اش برگشت و با وجود مخاطرات بیشمار  مادر و برادر خود را نیز از طریق چین و لایوس به کره جنوبی آورد.